# Battaglia di Wireless Ridge
La battaglia di Wireless Ridge fu un combattimento della guerra delle Falkland avvenuto nella notte tra il 13 e il 14 giugno 1982, tra le forze inglesi ed argentine durante l'avanzata verso la capitale delle isole, Port Stanley, occupata dagli argentini e centro della resistenza, dove era concentrata la maggior parte della guarnigione.
Wireless Ridge era una delle sette colline strategiche nel raggio di cinque miglia (otto chilometri) da Port Stanley alle coordinate 51°40′14″S 57°55′55″W che dovevano essere conquistate per avvicinarsi al capoluogo. L'attacco venne coronato dal successo e le forze argentine che difendevano il luogo vennero costrette a ritirarsi con pesanti perdite.
La forza britannica consisteva del 2nd Battalion, The Parachute Regiment (2 Para), una sezione del reggimento di cavalleria Blues and Royals, con due carri leggeri FV101 Scorpion e due FV107 Scimitar così come un supporto di artiglieria da due batterie del 29 Commando Regiment Royal Artillery, e fuoco di supporto navale fornito dalla  HMS Ambuscade col suo cannone da 4.5". La forza argentina consisteva del 7° Regimiento infanteria e distaccamenti da altre unità.  La prima unità argentina ad arrivare al settore era quella comandata da José Rodolfo Banetta, che stabilì un nido di resistenza all'interno delle Moody Brook Barracks, ma questa unità dovette evacuare l'area l'11 giugno quando il fuoco britannico colpì l'edificio, uccidendo tre coscritti e ferendo il maggiore argentino. All'inizio, il 7º reggimento su Wireless Ridge era in una posizione relativamente confortevole, sparando alle pecore ed arrostendole su una vecchia rete da letto che i soldati avevano trovato vicino. Il soldato Guillermo Vélez sostenne di aver personalmente sparato ed ucciso 50 pecore durante la sua permanenza a Wireless Ridge.